# Acianthus atepalus
Acianthus atepalus är en orkidéart som beskrevs av Heinrich Gustav Reichenbach. Acianthus atepalus ingår i släktet Acianthus och familjen orkidéer. Inga underarter finns listade i Catalogue of Life.